# Slaget vid Karakilisa
Slaget vid Karakilisa, (armeniska: Ղարաքիլիսայի ճակատամարտ, Gharakilisaji tjakatamart), var ett slag under Kaukasusoffensiven under första världskriget som utkämpades nära Karakilisa, nuvarande Vanadzor den 25–28 maj 1918.

## Bakgrund
Huvudartikel: Kaukasusoffensiven
Efter oktoberrevolutionen i Ryssland 1917 och det stilleståndsavtal som ingåtts mellan Osmanska rikets tredje armékår och Transkaukasiska kommissariatet i Erzincan, ersatte nyligen formerade armeniska militärenheter ryska styrkor. Ryssarna drog sig tillbaka från den kaukasiska fronten, särskilt från Västra Armenien. Den osmanska regeringen utnyttjade denna militära situation och försökte återta de territorier som erövrats av den ryska armén tidigare under första världskriget genom att invadera Östra Armenien, den ännu inte proklamerade Republiken Armenien, och därefter södra Kaukasus. Turkarnas allierade Tyskland motsatte sig denna attack och avstod från att hjälpa sina allierade med den.
Angreppet inleddes i februari 1918. Den turkiska tredje armén ockuperade den ena armeniska bosättningen i Västra Armenien efter den andra. Efter det att fredsdiskussionerna i Trabzon i april misslyckats, rörde sig den osmanska armén mot Transkaukasus. Städerna Erzincan, Erzerum, Sarikamisj, Kars och Alexandropol erövrades av de osmanska styrkorna efter hand. Den 20 maj intogs byarna Akhbulag, Djrajur och Kaltakhchi. Den 21 maj erövrade turkarna Vorontsovka. Den armeniska armén retirerade under pressen av den reguljära turkiska armén. Delar av den turkiska styrkan överflyttades till en front närmare Jerevan, medan en andra del rörde sig mot Karakilisa. Den senare styrkan omfattade ungefär 10 000 soldater, 70 artilleripjäser och 40 kulsprutor och stod under befäl av generalen Vehib Pasha.
Den armeniska befolkningen flydde söderut mot Jerevan och regionen Siunik. Den armeniske militäre ledaren Garegin Nzhdeh nådde med sina trupper Karakilisa och lyckades mobilisera befolkningen där till motstånd. Den armeniska styrkan omfattade omkring 6 000 man och hade 70 artilleripjäser och 20 kulsprutor.

## Slaget
Bägge sidor led svåra förluster under de fyra dagar slaget pågick, 25–28 maj. Den osmanska armén lyckades intaga Karakilisa och massakrerade dess befolkning på 4 000 invånare, men  stoppades från att tränga längre in i Armenien.
Segern vid Karakilisa, tillsammans med segrarna vid Slaget vid Sardarapat och Slaget vid Bash Abaran var avgörande för bildandet av Den första armeniska republiken i maj 1918.